# 대한민국의 에너지
대한민국은 세계 2위의 LNG 가스 수입국이다. 석유가 나지 않는다. 에너지의 2/3 이상을 원자력 발전소에서 생산한다.

## 개요
2010년 대한민국의 에너지 소비량:
- 석탄: 27.6 Mtoe (million tonne of oil equivalent, 석유환산톤) (14.2%)
- 석유: 100.5 Mtoe (51.6%)
- LNG: 21.9 Mtoe (11.3%)
- 전기: 37.3 Mtoe (19.2%)
- 지열: 1.7 Mtoe (0.9%)
- 신재생 에너지: 5.8 Mtoe (3%)

2012년 기준, 1차 에너지 총소비량은 남한 2억7700만 석유환산톤(TOE)과 북한 1228만 석유환산톤으로 22.6배 차이를 보였고, 1인당 에너지 총소비량도 남(5.55 석유환산톤)과 북(0.5 석유환산톤)으로 11배가 넘는다. 조선민주주의인민공화국의 에너지 참조.

## 전력생산

### 원자력발전
대한민국은 2015년도 기준으로 4곳의 원자력 발전소와 24기의 원자로를 가동중이다. 발전량 기준으로는 세계 6위이며, 회사 단위로는 세계 2위의 원자력발전회사인 한국수력원자력이 있다. 원전은 한국 내 전체 전기 생산의 30%를 차지하고 있다.
2016년 11월 22일, 에너지경제연구원에 따르면 2017년 국내 총 에너지수요에서 원자력이 차지하는 비중(13.3%, 3960만toe)이 11년 만에 가스 비중(13%, 3870만toe)을 초과할 전망이다. 이 결과 에너지원별 비중은 석유(40%, 1억1920만toe), 석탄(28.5%, 8480만toe)에 이어 원자력이 3위를 차지할 것으로 보인다. 신재생 등 그 밖의 에너지원은 4.7%(1210만toe)에 그쳤다.

## 같이 보기
- 대한민국의 경제
- 녹색당 (대한민국)
- 원전하나줄이기
- 대한민국의 풍력 발전